# Municipio de Milford (Misuri)
El municipio de Milford (en inglés: Milford Township) es un municipio ubicado en el condado de Barton en el estado estadounidense de Misuri. En el año 2010 tenía una población de 272 habitantes y una densidad poblacional de 3,49 personas por km².

## Geografía
El municipio de Milford se encuentra ubicado en las coordenadas 37°35′43″N 94°6′55″O / 37.59528, -94.11528. Según la Oficina del Censo de los Estados Unidos, el municipio tiene una superficie total de 77.87 km², de la cual 77,51 km² corresponden a tierra firme y (0,47 %) 0,37 km² es agua.

## Demografía
Según el censo de 2010, había 272 personas residiendo en el municipio de Milford. La densidad de población era de 3,49 hab./km². De los 272 habitantes, el municipio de Milford estaba compuesto por el 95,22 % blancos, el 1,84 % eran afroamericanos, el 1,84 % eran amerindios y el 1,1 % eran de una mezcla de razas. Del total de la población el 2,21 % eran hispanos o latinos de cualquier raza.